# Henyicseszk
Henyicseszk (ukránul: Генічеськ) vagy Genyicseszk (oroszul:  Геническ) kikötővárosként és üdülőhelyként ismert város Ukrajnában, az Azovi-tenger partján. A Herszoni területhez tartozik, a 2022-as ukrajnai közigazgatási reform nyomán jelentősen kibővült Henyicseszki járás székhelye.

## Földrajz
Az Azovi-tenger északnyugati partján, a Szivas öböl bejáratánál fekszik.

### Természetvédelem
Itt található az Azov-Szivas Nemzeti Park központja.

## Történelem
1784-ben erődként alapították, és 1812-től Uszty-Azovszke (Усть-Азовське) néven is ismert volt. Kikötőként és kereskedelmi központként működött a sóúton, amely a Krímből északra, Ukrajna és Oroszország felé tartott. A 20. század fordulóján itt működött Dél-Ukrajna egyik legnagyobb malma.
Az Ukrajna elleni orosz invázió keretében 2022. február 27-én orosz megszállás alá került. A város védelmében, egy híd felrobbantása során vesztette életét Vitalij Volodimirovics Szkakun. Miután november elején az orosz hadsereg kivonult a Dnyeper jobb partjáról, így Herszonból is, Henyicseszket jelölték ki „a herszoni régió ideiglenes közigazgatási központjául.”